# Eupithecia johnstoni
Eupithecia johnstoni är en fjärilsart som beskrevs av Mcdunnough 1946. Eupithecia johnstoni ingår i släktet Eupithecia och familjen mätare. Inga underarter finns listade i Catalogue of Life.